# Alajos
Alajos est prénom hongrois masculin.

## Personnalités
- Alajos Hauszmann (1847-1926), architecte austro-hongrois ;
- Alajos Keserű (1905-1965), joueur de water-polo hongrois ;
- Alajos Károlyi (1825-1889), diplomate austro-hongrois ;
- Alajos Mészáros (1952-), un ancien député européen ;
- Alajos Stróbl (1856-1926) sculpteur hongrois ;
- Alajos Szokolyi (1871-1932), athlète hongrois.